# 慶東泰興宮
24°12′8.88″N 120°50′30.14″E / 24.2024667°N 120.8417056°E
慶東泰興宮、又稱大茅埔泰興宮，位於臺灣台中市東勢區，是一座竣工於咸豐六年（1856年）、以道教為主的廟宇，也是當地著名的王爺信仰重鎮與中心之一，主祀三山國王。

## 歷史
清領時期，由廣東省潮州府大埔人自台灣西部沿海登陸至中部盆地後、轉進入東勢山區落地生根。該地在尚未開發前為漢人與原住民居住區域的交界處，且時常受到荒地瘴癘的侵襲。為求開墾順利，身為當地重要人士之一的張寧壽於嘉慶年間至今彰化縣溪湖霖肇宮公頃令其至家中祭祀，並於道光二年（1822年）開始進行大規模開墾工作。開墾期間，因三山國王時常顯靈、進度相當順利，因此於咸豐元年（1851年）由住民們發起集資建廟，並於咸豐六年（1856年）竣工。張寧壽、楊及億、張登龍等人捐出田產，將穀租收入作為廟宇祭祀和維護之用。光緒4年（1878年），將廟宇的茅草屋頂進行翻修。並於日治時期的1908年及1932年間進行周邊土地增購及建築擴建。
光緒年間，由當時的先賢徐德文率居民前往今新竹縣芎林鄉飛鳳山代勸堂進香引火，並迎回關聖帝君、孚佑帝君、司命真君至張阿盛民房中供奉，不久後搬遷至泰興宮內奉祀。光緒32年（1906年）間，三山國王顯靈乩示須替三尊聖像額外築廟宇專奉，以弘揚神威、佑民護國。在信眾及仕紳們合力捐款及捐獻土地建廟下，得以順利建成於三山國王廟後方。

## 主祀暨副祀神佛

### 國王廟
- 正殿
  - 三山國王、四庄媽、觀音菩薩、太子爺、天上聖母、福德正神、三官大帝
- 左殿
  - 五穀帝爺、至聖先師
- 右殿
  - 太陽星君、註生娘娘

### 扶鸞弼教堂
- 正殿
  - 主祀：關聖帝君、孚佑帝君、司命真君
  - 陪祀：關平將軍、周倉將軍
- 左殿
  - 十殿閻王、牛頭將軍、馬面將軍
- 右殿
  - 城隍老爺、文判官、武判官

## 相關活動

### 大茅埔誦經團
大茅埔誦經團至今約50年，目前由8位成員組成，所持法器分別為磬、大木魚、小木魚、錚、銅鈸、吉子、手搖鈴、鼓與鐘。在泰興宮內祭祀的各神明聖誕時，成員們聚集在泰興宮正殿誦唸經文，目的是為大茅埔的村民祈求健康平安、家庭和諧。

### 龍神山水祭
龍神山水祭於2020年8月9日舉辦安龍儀式、8月12日及13日的關聖帝君及二王爺聖誕千秋三獻禮暨誦經儀式後的活動，安龍儀式「請龍」、「牽龍」、「安龍」繞境客庄，定點導覽、山水市集、引水祈福、取火護龍後，促進在地情感連結。

### 取水儀式
每當聚落有發生瘟疫、牲畜作物受到危害、與其他使居民恐慌的事件發生時，廟內會辦理取水儀式。透過神明指點取到神水，用來飲用與洗浴，目的是消災祈福。因應新冠肺炎尚未平息，大茅埔庄於2020年11月1日再次舉辦取水儀式，一同向王爺祈求人民能夠安居樂業。

## 相簿

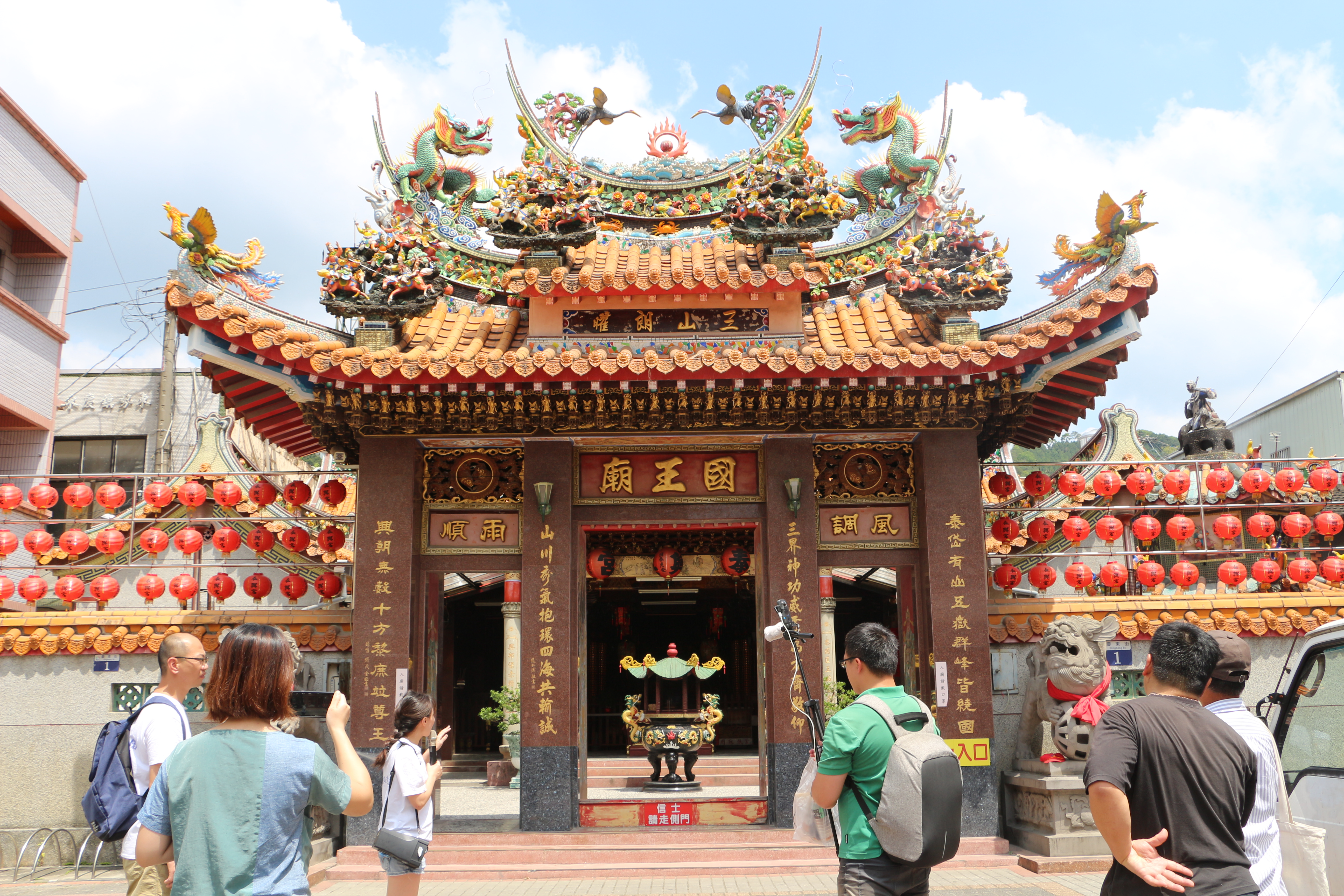
泰興宮正門
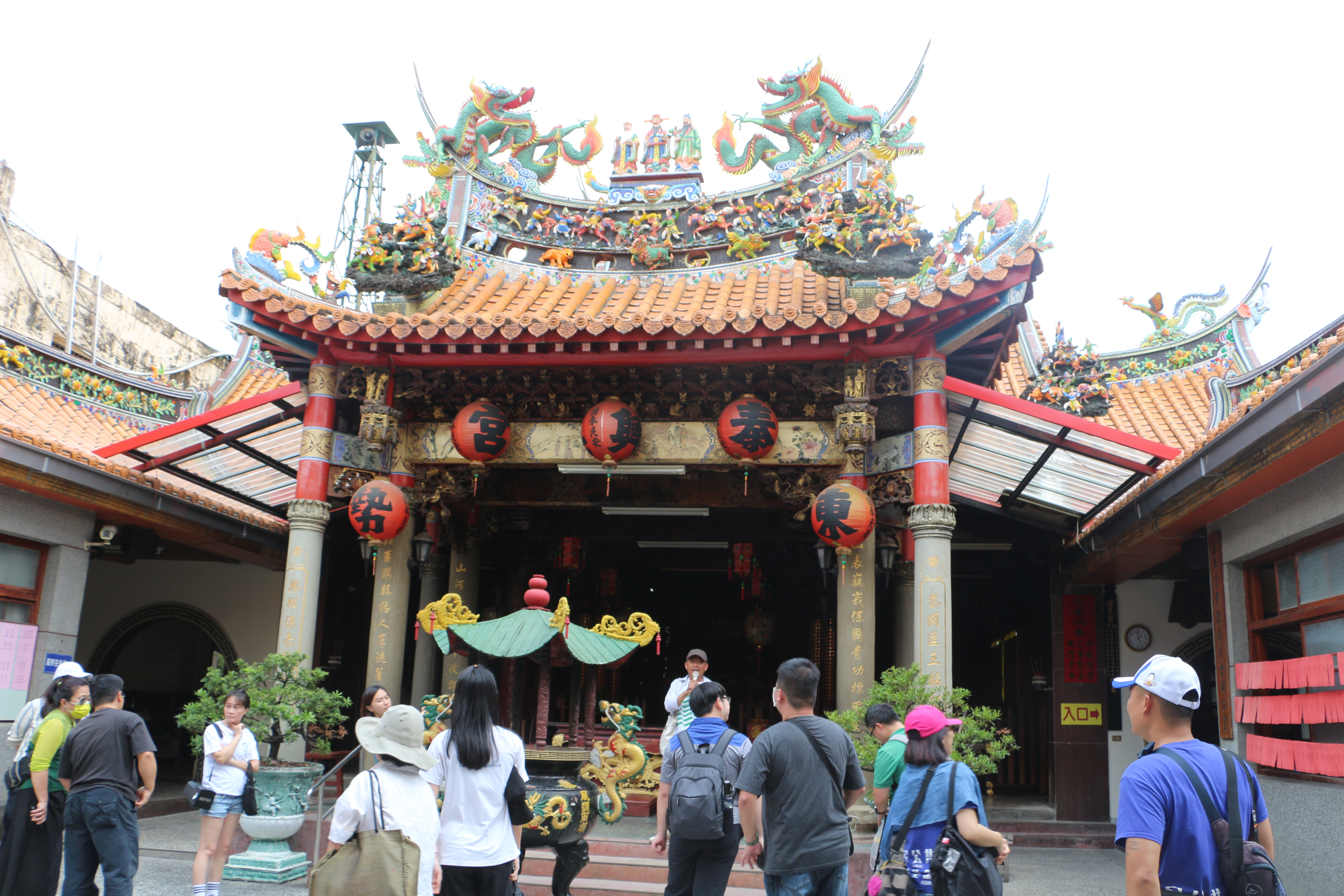
大殿
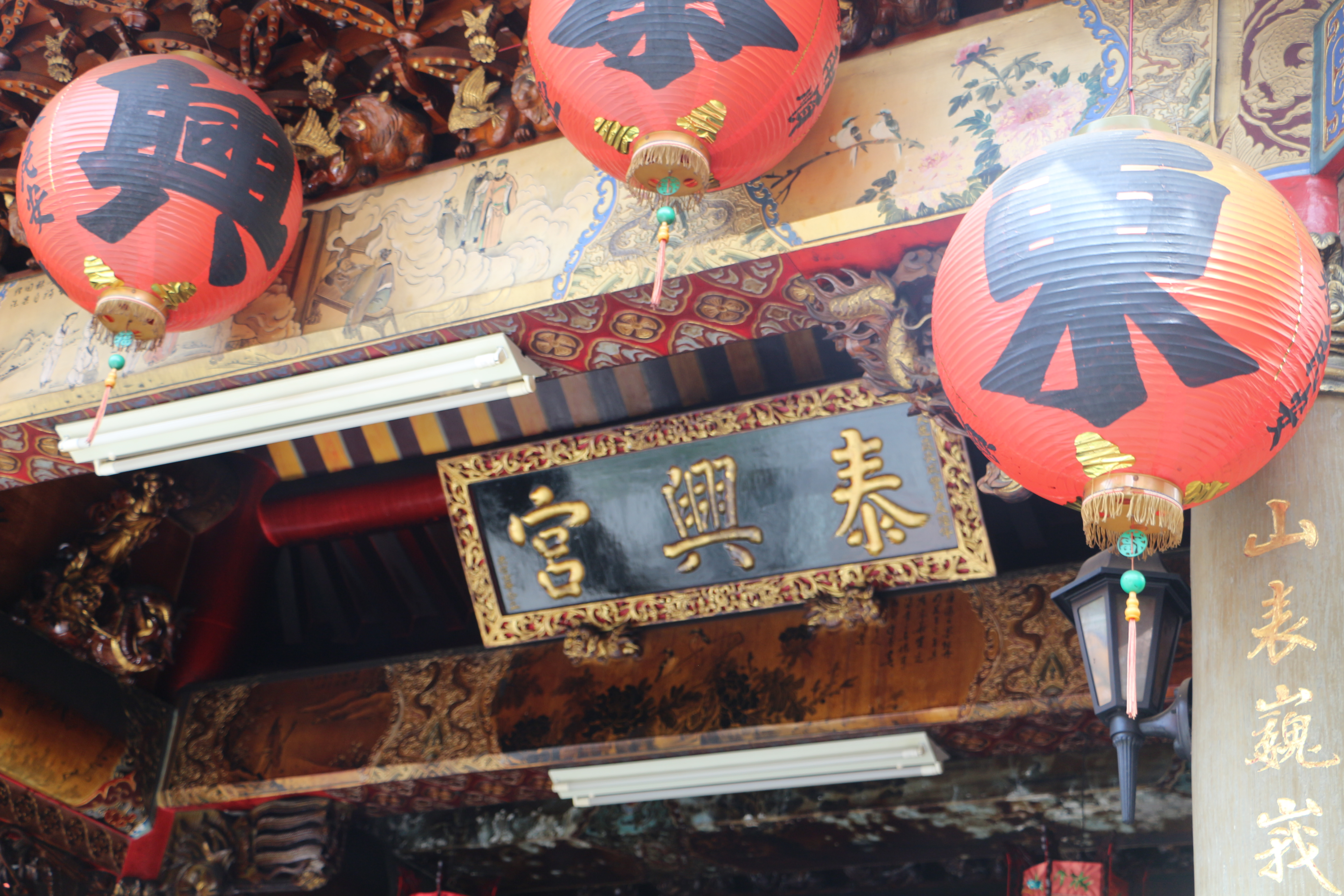
牌坊
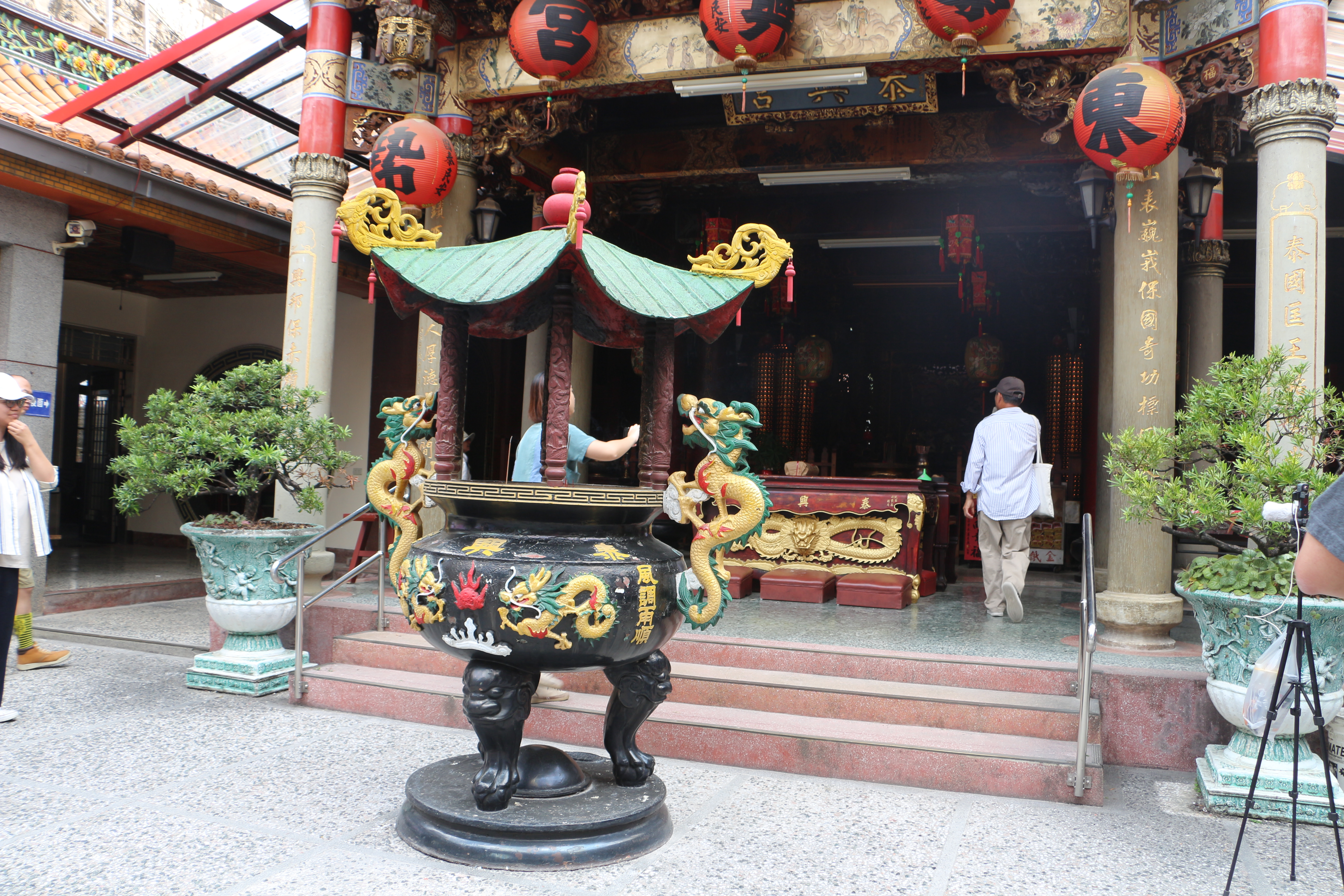
泰興宮正殿
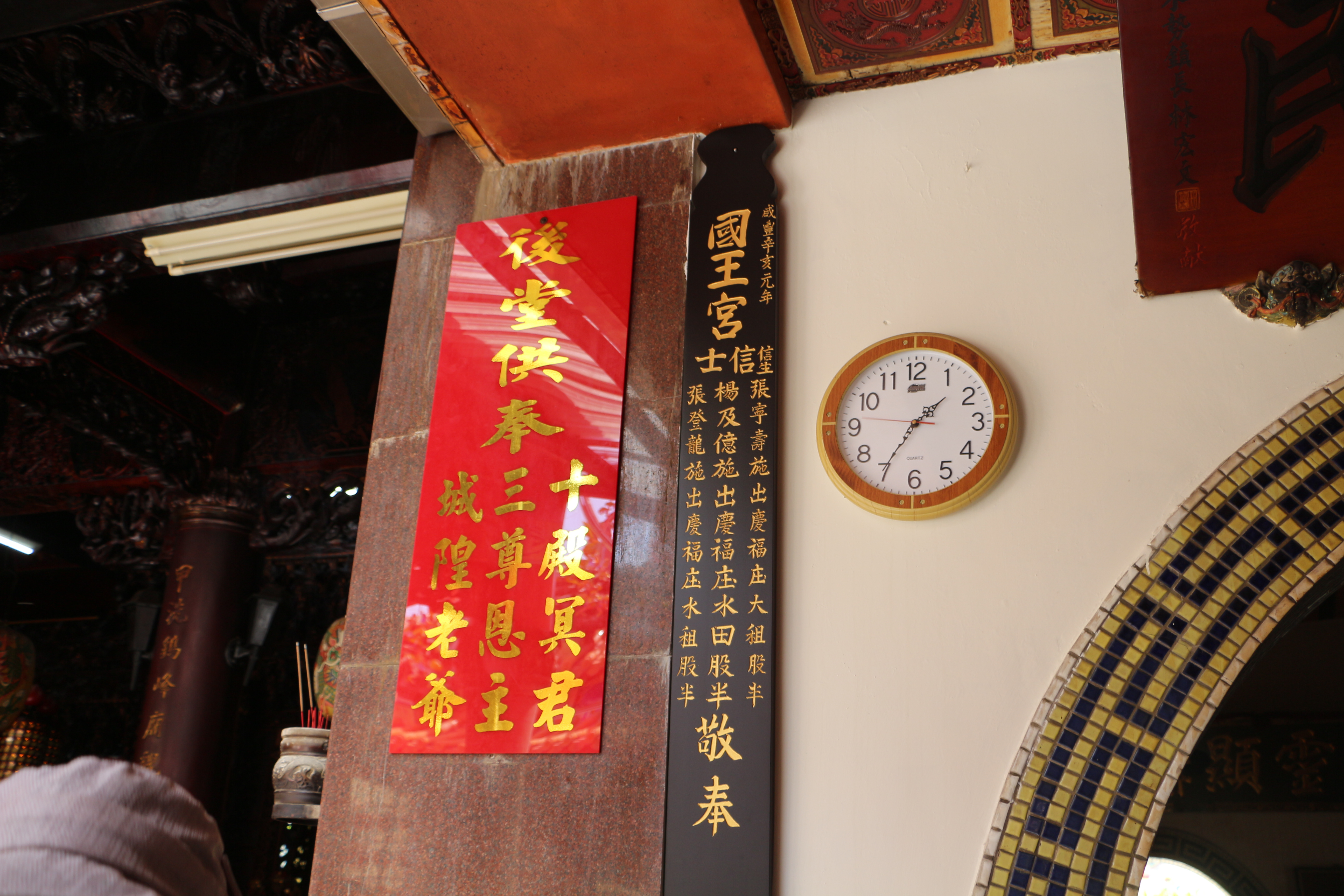
牌匾
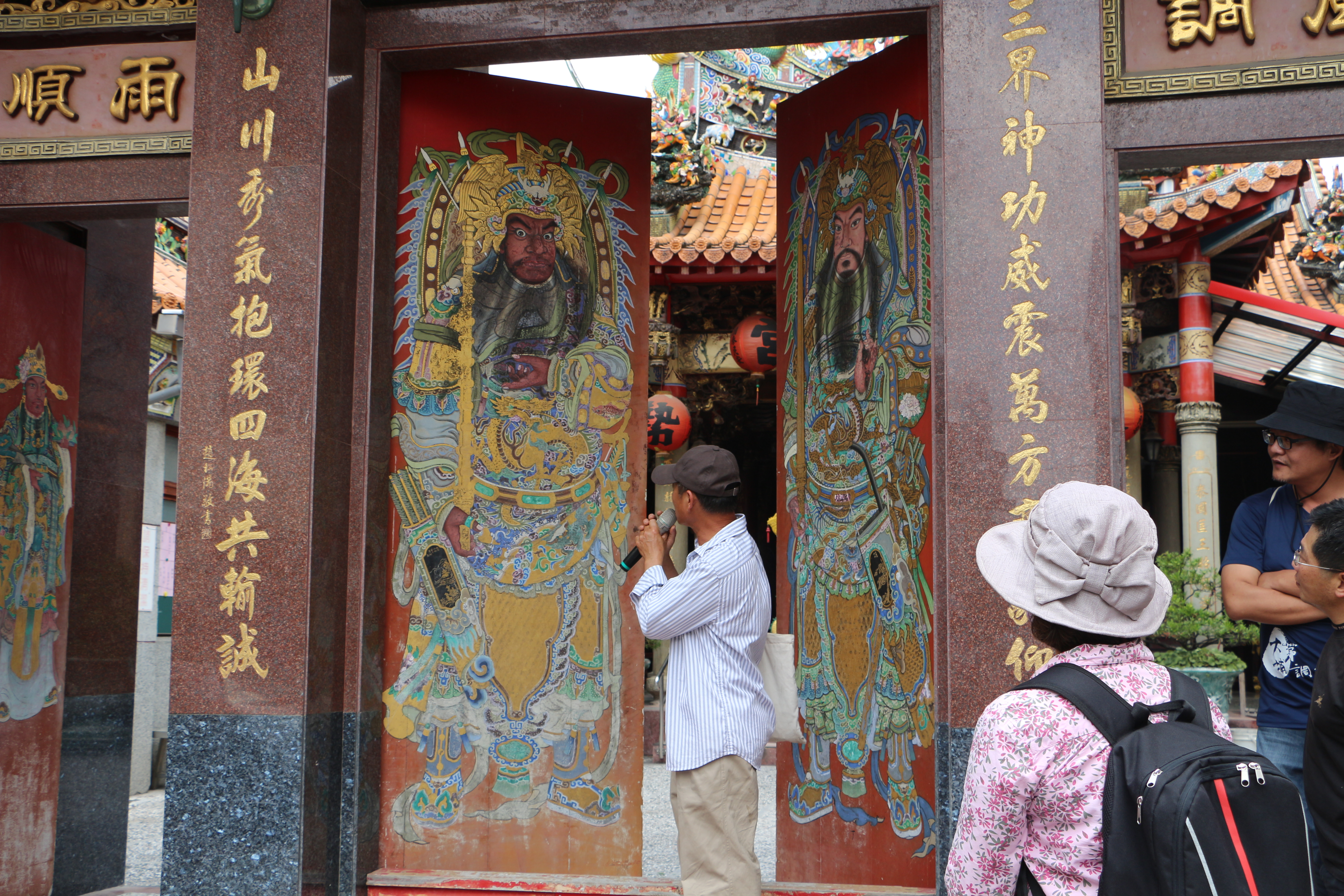
門神
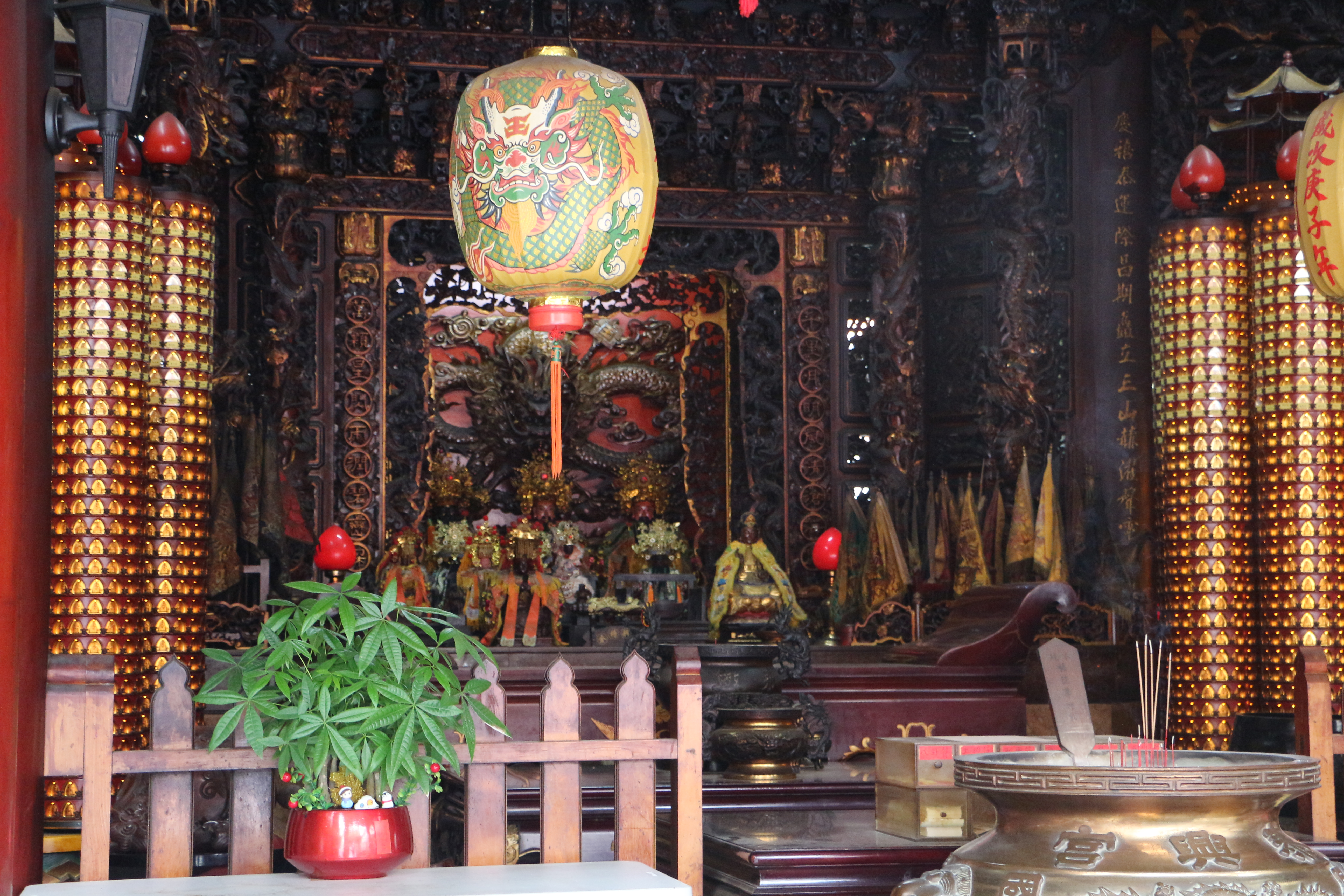
正殿